# One-Armed Bandit
One-Armed Bandit ist das fünfte Studioalbum der norwegischen Nu-Jazz-Band Jaga Jazzist. Es wurde am 25. Januar 2010 veröffentlicht.

## Stil und Rezeption

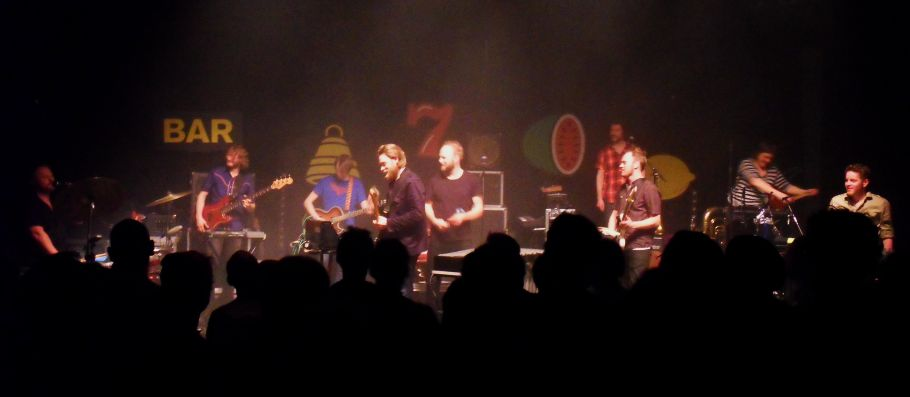
Konzert auf der „One Armed Bandit Tour 2011“ auf Kampnagel, Hamburg

Auf „One-Armed Bandit“ spielt das Nonett mit sechs Gastmusikern einen von Frank Zappa beeinflussten Jazzrock mit Elementen anderer Stilrichtungen wie des Progressive Rock und des Dancefloor.
Christian Steinbrink lobte „One-Armed Bandit“ im Nillson Fanzine:

„Im Kontext von in Jazz geschulten und auf Swing- und Showbands rekurrierenden Big Bands sind Jaga Jazzist Zeit ihres Bestehens eine Klasse für sich. Sowohl live als auch auf ihren Platten waren ihre Kompositionen wie auch ihre Improvisationen von verblüffender Komplexität und mitreißender Emotionalität, jede/r, die/der sie sah oder hörte, war begeistert. (…) Herausgekommen sind neun Stücke, die in ihrer anspruchsvollen, polyrhythmischen Ästhetik und den im Tempo deutlich variierenden Teilen zünden wie ein ganzes Feuerwerk auf einen Schlag (…).“

Die Musikzeitschrift eclipsed gab dem Album 8 von 10, das Internetmagazin Tonspion 5 von 6 möglichen Punkten. Obwohl die Mehrzahl der Kritiker die Eigenständigkeit des Albums hervorhebt, wird auch die musikalische Nähe des Albums zu Frank Zappa erwähnt.

## Titelliste
1. The Thing Introduces...
2. One-Armed Bandit
3. Bananfluer overalt
4. 220 V/Spektral
5. Toccata
6. Prognissekongen
7. Book of Glass
8. Music! Dance! Drama!
9. Touch of Evil